# Чанг, Марк
Марк Чанг (англ. Mark Chung; род. 18 июня 1970, Торонто) — американский футболист, выступавший на позиции полузащитника. После одного сезона в Континентальной лиге шоубола, на протяжении 10 сезонов выступал в MLS. За сборную США сыграл 24 игры, забив при этом 2 гола.

## Карьера

### Молодёжная
Чанг родился в Торонто в семье иммигрантов из Ямайки китайского происхождения. Когда ему было 12 лет, они переехали из Торонто в Пемброк-Пайнс, штат Флорида. Это создало дилемму для Чанга, когда впоследствии он получил приглашения сразу от трёх сборных: Канады, США и Ямайки. Но в итоге он выбрал сборную США. После окончания Cooper City High School, Марк посещал Университет Южной Флориды, где изучал финансы. Там же в период с 1988 по 1992 годы играл за местную университетскую команду, где сделал 25 голевых передач.

### Профессиональная
В 1995 году Чанг играл за «Сан-Диего Сокерз», который на тот момент выступал в Континентальной лиге шоубола. Он забил 29 голов, и по итогам сезона был признан «Новичком года лиги».

## Национальная сборная
Несмотря на значительный успех, которого он добился играя в MLS, Чанг никогда не играл значительную роль в составе сборной. Свой первый матч за сборную сыграл 4 апреля 1992 года против Китая. Правда в итоге провёл всего 24 игры и забил только 2 гола. Стал первым игроком китайского происхождения в истории сборной. Вторым был Брайан Чинг.